# Ippolita Torelli
Ippolita Torelli (24 febbraio 1501 – Mantova, 25 agosto 1520) è stata una nobildonna e poetessa bolognese, fu la moglie del letterato Baldassarre Castiglione.

## Biografia
Era figlia di Guido II e di Francesca Bentivoglio, dei signori di Bologna e cugina di Barbara Torelli.
A quindici anni, il 19 ottobre 1516, sposò a Mantova il famoso letterato Baldassarre Castiglione. Il matrimonio era stato concordato dalla madre di Baldassarre, Luigia Gonzaga (1458-1542) e dalla marchesa di Mantova Isabella d'Este, ebbe luogo con sfarzo solenne e con il consenso del marchese Francesco II Gonzaga.
Castiglione celebrò le virtù della moglie in un poema da lui composto.
Morì nel 1520 poco dopo aver partorito la terza figlia e fu sepolta nel santuario di Santa Maria delle Grazie, alle porte di Mantova, nella tomba allestita da Giulio Romano, che accoglierà, nel 1529, anche le spoglie del marito. È ritratta, accanto al consorte, nella 'Gran Sala' di Corte Castiglioni a Casatico di Marcaria, a figura intera e su un quadretto su tavola (collezione privata).

## Discendenza
Ippolita e Baldassarre ebbero tre figli:
- Camillo (n. 3 agosto 1517-1598), condottiero comandante dell'esercito dei Gonzaga, sposò Caterina Mandelli. Nel 1582 fu nominato governatore del Marchesato del Monferrato. Quando nacque fu citato nel prologo di una novella dal poeta Matteo Bandello;
- Anna (n. 17 luglio 1518 - ?), sposò in prime nozze Alessandro d'Arco, in seconde nozze Antonio Ippoliti di Gazoldo[3];
- Ippolita (n. 14 agosto 1520 - ?), sposò il cavalier Ercole Turchi di Ferrara[3].

## Omaggi poetici e letterari
Il poeta Matteo Bandello ha dedicato a Ippolita Torelli la Novella II della Seconda parte (1554) e la Novella LXVII della Terza parte (1554).

## Ascendenza
|                                                |                                            |                                                | Genitori                                               |  |  | Nonni |  |  | Bisnonni                                            |  |  | Trisnonni         |  |
|                                                |                                            |                                                |                                                        |  |  |       |  |  | Guido Torelli, conte di Guastalla e Montechiarugolo |  |  | Marsiglio Torelli |  |
|                                                |                                            |                                                |                                                        |  |  |       |  |  | Guido Torelli, conte di Guastalla e Montechiarugolo |  |  | Marsiglio Torelli |  |
|                                                |                                            | Elena d'Arco                                   |                                                        |  |  |       |  |  | Guido Torelli, conte di Guastalla e Montechiarugolo |  |  |                   |  |
| Cristoforo I Torelli, conte di Montechiarugolo |                                            |                                                |                                                        |  |  |       |  |  | Guido Torelli, conte di Guastalla e Montechiarugolo |  |  |                   |  |
|                                                |                                            | Orsina Visconti                                | Antonio Visconti, signore di Somma e Crenna            |  |  |       |  |  |                                                     |  |  |                   |  |
|                                                |                                            | Orsina Visconti                                | Antonio Visconti, signore di Somma e Crenna            |  |  |       |  |  |                                                     |  |  |                   |  |
|                                                |                                            | Orsina Visconti                                | Anastasia Carcano                                      |  |  |       |  |  |                                                     |  |  |                   |  |
| Guido II Torelli                               |                                            | Orsina Visconti                                |                                                        |  |  |       |  |  |                                                     |  |  |                   |  |
|                                                |                                            | Marco I Pio, signore di Carpi                  | Giberto I Pio, signore di Carpi                        |  |  |       |  |  |                                                     |  |  |                   |  |
|                                                |                                            | Marco I Pio, signore di Carpi                  | Giberto I Pio, signore di Carpi                        |  |  |       |  |  |                                                     |  |  |                   |  |
|                                                |                                            | Marco I Pio, signore di Carpi                  | Bianca Casati                                          |  |  |       |  |  |                                                     |  |  |                   |  |
| Taddea Pio                                     |                                            | Marco I Pio, signore di Carpi                  |                                                        |  |  |       |  |  |                                                     |  |  |                   |  |
|                                                |                                            | Taddea de' Roberti                             | Cabrino de' Roberti, patrizio di Reggio Emilia         |  |  |       |  |  |                                                     |  |  |                   |  |
|                                                |                                            | Taddea de' Roberti                             | Cabrino de' Roberti, patrizio di Reggio Emilia         |  |  |       |  |  |                                                     |  |  |                   |  |
|                                                |                                            | Taddea de' Roberti                             | Margherita del Sale                                    |  |  |       |  |  |                                                     |  |  |                   |  |
| Ippolita Torelli                               |                                            | Taddea de' Roberti                             |                                                        |  |  |       |  |  |                                                     |  |  |                   |  |
|                                                | Annibale I Bentivoglio, signore di Bologna | Anton Galeazzo Bentivoglio, signore di Bologna |                                                        |  |  |       |  |  |                                                     |  |  |                   |  |
|                                                | Annibale I Bentivoglio, signore di Bologna | Anton Galeazzo Bentivoglio, signore di Bologna |                                                        |  |  |       |  |  |                                                     |  |  |                   |  |
|                                                | Annibale I Bentivoglio, signore di Bologna | Francesca Gozzadini                            |                                                        |  |  |       |  |  |                                                     |  |  |                   |  |
| Giovanni II Bentivoglio, signore di Bologna    | Annibale I Bentivoglio, signore di Bologna |                                                |                                                        |  |  |       |  |  |                                                     |  |  |                   |  |
|                                                |                                            | Donnina Visconti                               | Lancillotto Visconti, conte di Pagazzano e Gera d'Adda |  |  |       |  |  |                                                     |  |  |                   |  |
|                                                |                                            | Donnina Visconti                               | Lancillotto Visconti, conte di Pagazzano e Gera d'Adda |  |  |       |  |  |                                                     |  |  |                   |  |
|                                                |                                            | Donnina Visconti                               | …                                                      |  |  |       |  |  |                                                     |  |  |                   |  |
| Francesca Bentivoglio                          |                                            | Donnina Visconti                               |                                                        |  |  |       |  |  |                                                     |  |  |                   |  |
|                                                |                                            | Alessandro Sforza, signore di Pesaro           | Giacomo "Muzio" Attendolo "Sforza", conte di Cotignola |  |  |       |  |  |                                                     |  |  |                   |  |
|                                                |                                            | Alessandro Sforza, signore di Pesaro           | Giacomo "Muzio" Attendolo "Sforza", conte di Cotignola |  |  |       |  |  |                                                     |  |  |                   |  |
|                                                |                                            | Alessandro Sforza, signore di Pesaro           | Lucia Terzani                                          |  |  |       |  |  |                                                     |  |  |                   |  |
| Ginevra Sforza                                 |                                            | Alessandro Sforza, signore di Pesaro           |                                                        |  |  |       |  |  |                                                     |  |  |                   |  |
|                                                |                                            | …                                              | …                                                      |  |  |       |  |  |                                                     |  |  |                   |  |
|                                                |                                            | …                                              | …                                                      |  |  |       |  |  |                                                     |  |  |                   |  |
|                                                |                                            | …                                              | …                                                      |  |  |       |  |  |                                                     |  |  |                   |  |
|                                                |                                            | …                                              |                                                        |  |  |       |  |  |                                                     |  |  |                   |  |